# Peg O' My Heart (pel·lícula)
Peg O' My Heart (en xinès, 贖夢) és una pel·lícula de thriller psicològic de Hong Kong de 2024 dirigida i coescrita per Nick Cheung. Cheung la protagonitza al costat de Terrance Lau i Fala Chen com un taxista que pateix insomni a causa de constants malsons i busca ajuda d'un psiquiatre(Lau) per alliberar-se'n.
Essent el seu quart llargmetratge, Nick Cheung va continuar el seu estil noir de pel·lícules anteriors i va començar a avançar el projecte el gener de 2022 amb el Fons de desenvolupament de Cinema de Hong Kong. La fotografia principal va començar el desembre del mateix any a Hong Kong i va acabar el febrer de 2023. Cheung també va interpretar el tema de la pel·lícula "I Can Never Fall Asleep", composta per Mark Lui.
La pel·lícula es va estrenar al 26è Far East Film Festival el 30 d'abril de 2024. El març de 2025, la pel·lícula va llançar una campanya de màrqueting amb Nick Cheung obrint un compte de Threads per interactuar amb els cibernautes, poc abans de la seva estrena en cinemes a Hong Kong el 27 de març de 2025. La campanya va rebre comentaris positius del públic jove.

## Argument
El psiquiatre Dr. Man pateix constantment els malsons d'escoltar una dona cridar darrere d'una porta mig tancada, cosa que afecta la seva salut mental. Mentrestant, assisteix a una audiència de l'Autoritat hospitalària per investigar de manera privada els antecedents dels pacients diverses vegades, violant la seva privadesa. Fins i tot el director de l'hospital, que acostuma a defensar-lo, expressa frustració, advertint que és l'última vegada que li donarà suport. Una nit després de la feina, l'home agafa un taxi a casa, conduït perillosament per Choi, que sembla letàrgic. Preocupat per la salut mental de Choi, Man li pregunta sobre el seu son. Choi revela que fa anys que no dorm bé, perseguit pels malsons. L'home li deixa una targeta de visita per a la teràpia, però Choi la descarta. Choi aviat s'enfonsa en un accident de cotxe mentre condueix en sentit equivocat en un túnel a causa de la somnolència i és arrestat. El seu mal estat mental porta a una avaluació psiquiàtrica per part de l'home. Reconeixent Choi, Man el guia per parlar dels seus somnis. Choi descriu haver estat perseguit per nombrosos fantasmes i esmenta haver vist una mosca brunzint al seu voltant. Es trenca emocionalment, tement que la seva dona mori sense ell, i és detingut de nou. Després de l'avaluació, Man coneix el Dr. Ching, un antic psiquiatre que afirma tenir la capacitat d'entrar en els somnis de la gent. Escèptic, l'home descarta les habilitats de Ching, però Ching suggereix que enfrontar-se directament als seus malsons podria ajudar l'home a alliberar-se d'ells.
L'home administra un sedant a Choi per dormir una mica i considera una teràpia electroconvulsiva. No obstant això, Choi continua experimentant el mateix malson de ser perseguit, cosa que el deixa aterrit i traient-se una dent. La Donna, sabent que la curiositat de Man li superarà, l'ajuda a comprovar els antecedents de Choi i la seva dona Fiona. L'home visita la Fiona per a més investigació. En arribar, troba la casa desordenada i plena d'objectes feng shui, mentre que la Fiona sembla mentalment inestable. Confonent-lo amb un conegut, el convida a entrar, però aviat té un ruptura emocional, demanant-li que els deixi sols a ella i a Choi, obligant l'home a fugir. A través d'un contacte, Man s'assabenta que Choi va ser un analista financer amb talent que va perdre els diners d'un amic proper durant la crisi financera de 2008 i que posteriorment va deixar la seva feina. L'excap de Choi també proporciona imatges de vigilància que mostren en Choi modificant un document el seu últim dia de treball abans de trencar a plorar.
En la seva següent sessió, Man comparteix les seves troballes amb Choi i reconstrueix la història, on Choi no és culpable de perdre els diners del seu amic sinó de trair-lo. Recordant records passats, Choi recorda com la Fiona va acumular deutes impagables durant la crisi financera. Va modificar un contracte amb el seu amic per retirar tots els estalvis per pagar els deutes, provocant la fallida del seu amic i un eventual suïcidi amb la seva família. Quan Choi visita la casa cremada del seu amic, troba cadàvers envoltats de mosques i una foto amb una nota de venjança del seu amic, que alimenta els seus malsons. Choi plora i demana disculpes, mentre que l'home li aconsella que la llibertat dels seus malsons només pot arribar si admet la culpa. Després de conèixer en Choi, Man s'enfronta al seu pare estrany, revelant que els seus malsons provenen de les brutals pallisses del seu pare a la seva mare per robar-li els diners, la qual cosa va fer que ella se suïcidés en saltar fora de l'edifici, mentre que ell és qui els va robar. El pare de l'home es disculpa pels seus comportaments abusius i els dos es reconcilien. Mentrestant, Choi, ara empresonat per frau, rep la visita de la Fiona. Malgrat les seves garanties, la Fiona no pot suportar la seva separació i es lleva la vida, deixant a Choi devastat.
A l'escena de postcrèdits, Ching es tanca a l'habitació d'un hotel i entra en el malson de Man, revelant que Man ha va alterar el seu somni, en què va empènyer la seva mare de l'edifici.

## Cast
- Nick Cheung com a Choi San-keung, un taxista perseguit per malsons recurrents[1]
- Terrance Lau com el Dr. Man, un psiquiatre d'un hospital públic que sovint interfereix en la vida privada dels seus pacients durant la teràpia[1]
- Fala Chen com a Fiona, l'esposa mentalment inestable de Choi[1]
- Ben Yuen com el pare de Man, el pare abusiu de Man i un venedor ambulant[2]
- Rebecca Zhu com a Donna, una infermera psiquiàtrica sènior i assistent de Man[1]

També apareixen a la pel·lícula Julius Brian Siswojo com a Chi, l'amic de la infància de Choi que es va suïcidar durant la crisi financera; Carl Ng com a John, un alt funcionari de l'Autoritat de l'Hospital; i Geoffrey Wong com a director de l’hospital. Els membres del repartiment acreditats com a aparicions especials inclouen Andy Lau com el Dr. Vincent Ching, un antic psiquiatre amb la capacitat d'entrar en els somnis de la gent;  German Cheung (cosí de Nick Cheung en la vida real) com a guardaespatlles del Dr. Ching; and Natalie Hsu as Yi, a pregnant teenager seeking help from Man.

## Producció

### Desenvolupament
Amb motiu del seu quart llargmetratge, l'actor i director Nick Cheung va concebre el projecte basant-se en la seva experiència personal de tenir malsons durant una setmana sencera durant la seva etapa com a agent de policia cadet, després de presenciar una dona que s'havia penjat. Cheung va decidir buscar un estil noir per a la pel·lícula, assenyalant la manca d'aquest tipus de gèneres al cinema de Hong Kong durant l'última dècada . El gener de 2022, el projecte va rebre  9 milions de dòlars de HK en finançament del Hong Kong Film Development Fund, marcant la quantitat de finançament més alta de la història, i es va anunciar que Terrance Lau la coprotagonitzaria. Inicialment, es va informar que Cheung havia seleccionat Lau per a les seves actuacions a Beyond the Dream (2019) i Anita (2021), però Cheung va aclarir més tard que no havia vist Beyond the Dream i que havia escollit Lau en funció del seu aspecte físic, que es va considerar adequat per al personatge. Lau va esmentar que va investigar la malaltia mental mentre es preparava per al seu paper a Beyond the Dream, que el va ajudar a entendre el seu personatge de psiquiatre i va citar les obres de David Lynch i Lee Chang-dong com a inspiració per a la seva representació. També va aprendre a submarinisme per filmar una escena submarina.

### Rodatge
La fotografia principal va començar el 20 de desembre de 2022, en una mansió de Tuen Mun, Hong Kong, amb Jason Kwan com a director de fotografia i Fala Chen, Ben Yuen, Rebecca Zhu i Natalie Hsu completant el repartiment. És la primera pel·lícula de Chen a Hong Kong des de Tales from the Dark 2 (2013) i el seu retorn al cinema de Hong Kong després de seguir una carrera al Hollywood després de Shang-Chi and the Legend of the Ten Rings (2021). Chen va ser seleccionat per invitació del productor Claudie Chung que inicialment es va mostrar reticent a assumir el paper, però va trobar el personatge intrigant després de parlar-ne amb Nick Cheung. Durant els seus dos mesos de rodatge, va dividir el seu temps entre Hong Kong i els Estats Units. Per preparar-se per al seu paper, Chen va eliminar midons de la seva dieta i va perdre entre cinc i sis lliures. El rodatge va concloure a finals de febrer de 2023.

### Postproducció i màrqueting
L'abril de 2023, es va publicar un teaser i pòsters de personatges amb Nick Cheung i Terrance Lau, juntament amb una versió de Cheung de la cançó de Dave Wong de 1991 "This Life No Regrets (今生無悔 (王傑專輯)". Igual que a  Keeper of Darkness (2015), Cheung també va interpretar el tema principal de la pel·lícula, "I Can Never Fall Asleep", i va produir un vídeo musical amb ell mateix i Fala Chen. La cançó va ser composta per Mark Lui amb lletra escrita per Ivory Chu. Tant la cançó com el vídeo musical es van publicar públicament el 28 de febrer de 2025.
A principis de març de 2025, es va publicar una fotografia de Nick Cheung amb els vestits de Choi San-keung dormint al MTR a la plataforma de xarxes socials Threads. Un compte anomenat Choi San-keung, amb una selfie de Nick Cheung com a foto de perfil, va respondre que era ell i va demanar al cartell que retirés la foto. El compte de Choi San-keung va compartir posteriorment nombrosos grafits i es va queixar del seu insomni, que va cridar l'atenció dels internautes. El compte va respondre als comentaris dels internautes mitjançant missatges de text i d'àudio. La coprotagonista de Cheung, Fala Chen, juntament amb diverses celebritats, com Cloud Wan, Denis Kwok, Tyson Yoshi i Neo Yau, van interactuar amb el compte web, i el compte guanya més de 50.000 seguidors en dues setmanes. A mitjans de març, es va revelar que el compte de Threads formava part de la campanya de màrqueting de la nova pel·lícula de Nick Cheung, amb Choi San-keung com el nom del seu personatge. Harper's Bazaar va elogiar l'estratègia de màrqueting de la pel·lícula, qualificant-la de "una victòria" entre el públic jove i assenyalant que va millorar la reputació de Nick Cheung; mentre que Oriental Sunday va remarcar que la campanya va ser "ben rebuda pels cibernautes". El 21 de març, Nick Cheung va celebrar un esdeveniment de màrqueting en persona instal·lant una parada emergent a Temple Street a Mong Kok, on va menjar una caixa d'arròs siu mei i va escoltar els transeünts compartir els seus malsons.

## Llançament
Peg O' My Heart es va estrenar al 26è Far East Film Festival el 30 d'abril de 2024, seguida de projeccions com a pel·lícula de clausura del 7è Festival Internacional de Cinema de Malàisia, i a la secció Panorama del LVII Festival Internacional de Cinema Fantàstic de Catalunya. Central City Media va adquirir els drets de distribució per al Regne Unit i Irlanda el maig de 2024. La pel·lícula es va estrenar a Kwun Tong, Hong Kong, el 24 de març de 2025, i es va estrenar als cinemes el 27 de març. També es va estrenar a Malàisia la mateixa data, i a Taiwan l'11 d'abril.

## Recepció

### Taquilla
Peg O' My Heart va encapçalar la taquilla nacional durant quatre dies consecutius després del seu llançament, i va recaptar més de 3,37 milions de dòlars HK el cap de setmana d'obertura, i va acumular més de 5 milions de dòlars HK la primera setmana.

### Resposta crítica
Edmund Lee del South China Morning Post va donar a Peg O' My Heart 2.5/5 estrelles, criticant Nick Cheung com un "contacontes maldestre" que, tot i oferir "visuals elegants" i personatges memorables, no aconsegueix captar l'audiència a causa dels canvis de tons inconsistents i una "escriptura deficient" que explora de manera inadequada les històries dels personatges de Cheung i Terrance Lau,” i finalment considera que la pel·lícula "no mereix" la seqüela prevista suggerida pels cameos i les escenes de crèdit. Finnlay Dall de FilmInk va valorar la pel·lícula amb un 7,5/10, qualificant-la de "visualització agradable" per les seves imatges i l'impuls de terror, en particular les "seqüències de malson a tota velocitat", però va criticar el seu maneig de temes sensibles, incloses les malalties mentals i les representacions "risiblement dolentes" d'abús domèstic, juntament amb la representació estereotipada del personatge de Fala Chen, qüestionant en última instància la seva capacitat de ressonar amb el públic modern.
Siu Yu de am730 va elogiar la pel·lícula com un treball destacat de Cheung, destacant la seva intensa atmosfera i l'exploració del turment psicològic, i finalment va transmetre el missatge que els somnis reflecteixen els pecats del passat, convertint-la en una pel·lícula que provoca reflexions en lloc d'una experiència de terror. Huang Long Xiang de Lianhe Zaobao també va reconèixer l'exploració creativa dels somnis de la pel·lícula sense elements de terror tradicionals, però va assenyalar que es va quedar curta a causa de la seva dependència dels trops convencionals i la manca d'una profunditat emocional genuïna, donant lloc a una oportunitat perduda per a una experiència psicològica més profunda.